# Lucio Sassi
Lucio Sassi (ur. 21 października 1521 w Noli, zm. 29 lutego 1604 w Rzymie) – włoski kardynał.

## Życiorys
Urodził się 21 października 1521 roku w Noli, jako syn Marca Sasso. Edukację odebrał w Neapolu, a także pełnił funkcje na dworze królewskim. Po wyjeździe do Rzymu został referendarzem Najwyższego Trybunału Sygnatury Apostolskiej, protonotariuszem apostolskim i wicelegatem w Romanii. 3 października 1571 roku został wybrany biskupem Ripatransone, a cztery dni później przyjął sakrę. Około 1575 roku zrezygnował z zarządzania diecezją. Został regentem Penitencjarii Apostolskiej, a w roku 1590 – datariuszem apostolskim (od chwili promocji kardynalskiej – kardynałem prodatariuszem). 17 września 1593 roku został kreowany kardynałem prezbiterem i otrzymał kościół tytularny Santi Quirico e Giulitta. Zmarł 29 lutego 1604 roku w Rzymie.